# Соколухин, Владимир Семёнович
Владимир Семёнович Соколухин  (род. 17 февраля 1944, Москва) — советский футболист, защитник, полузащитник, форвард. Мастер спорта СССР. Чемпион РСФСР 1966 года.
Воспитанник ЦСиО «Локомотив» (Москва). С 1961 года в команде мастеров, в первые два сезона выступал только за дубль. 14 июня 1963 года дебютировал в составе клуба в высшей лиге в игре против «Кайрата». В следующем сезоне провёл 4 матча в первой лиге.
В 1965 году перешёл в калужский «Локомотив», где стал одним из ключевых игроков. В сезоне 1966 году играл в Калуге в первой половине сезона (до июня), команда в итоге стала победителем первенства РСФСР. В июне 1966 года вернулся в московский «Локомотив» и сыграл 18 матчей (1 гол) в высшей лиге. Автором гола стал 27 июля 1966 года в матче с одесским СКА. С 1967 года снова выступал за железнодорожников из Калуги.
С 1970 года играл за ФК «Томлес», за который в общей сложности провёл 123 матча. В Томске выступал на позиции «диспетчера». Завершил карьеру в 1973 году.
Закончил Смоленский институт физической культуры.